# Asaphomorpha laticrenata
Asaphomorpha laticrenata är en skalbaggsart som beskrevs av Dewailly 1950. Asaphomorpha laticrenata ingår i släktet Asaphomorpha och familjen Melolonthidae. Inga underarter finns listade.